# Aéroport international Cesária-Évora

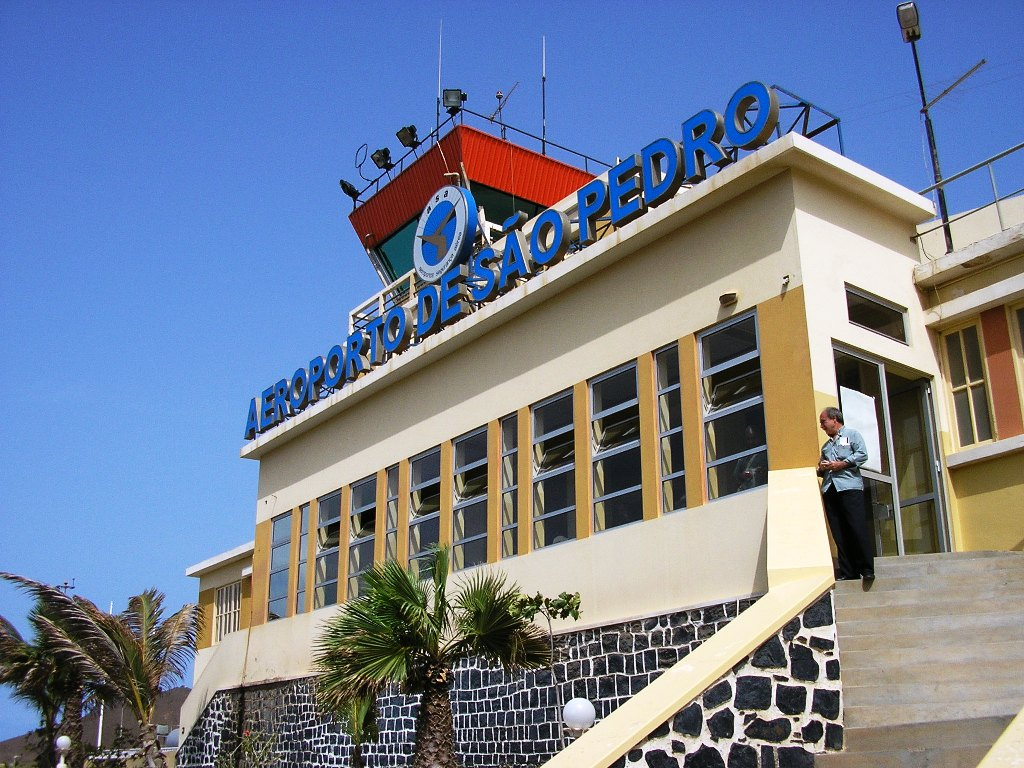
L'ancienne aérogare.

L'aéroport international Cesária-Évora, anciennement aéroport international de São Pedro (code IATA : VXE • code OACI : GVSV), est un aéroport du Cap-Vert situé à São Pedro, près de Mindelo, la capitale de l'île de São Vicente, elle-même située dans le groupe des îles de Barlavento au nord-est de l'archipel.

## Histoire
Inauguré en 1960, l'aéroport a fait l'objet d'importants travaux de modernisation à partir de 2006 avec l'allongement de la piste et la construction d'un nouveau terminal en remplacement de l'ancien, et est devenu le quatrième aéroport international du pays le 22 décembre 2009.
Il est rebaptisé en l'honneur de Cesária Évora le 8 mars 2012, quelques semaines après le décès de la chanteuse le 17 décembre 2011. Une imposante statue représentant cette dernière, de 3 mètres de haut, en bronze, réalisée par le sculpteur Domingos Luisa, accueille les visiteurs à la sortie du terminal.

## Situation
| \| 20 km1:2 718 000 \| Maio Preguiça São Filipe Boa Vista · Rabil‎ Sal · A.-Cabral São Vicente · C.-Évora Praia |
| 20 km1:2 718 000                                                                                               |

## Compagnies et destinations
| Compagnies          | Destinations                                                       |
| ------------------- | ------------------------------------------------------------------ |
| Cabo Verde Airlines | Lisbonne-H. Delgado, Paris-Charles de Gaulle, Praia, Sal-A. Cabral |
| Luxair              | En saison: Luxembourg-Findel                                       |
| TAP Air Portugal    | Lisbonne-H. Delgado                                                |
| Transavia France    | En saison: Paris-Orly                                              |
| TUI fly Netherlands | Amsterdam                                                          |

Édité  le 02/07/2018 Actualisé le 23/05/2024

## Caractéristiques techniques
L'aéroport Cesária-Évora est un aéroport de catégorie 4D. Il est homologué pour recevoir des vols entre 6 h et minuit. Son unique piste mesure 2 000 mètres de longueur et 45 mètres de largeur.
Le terminal de passagers offre une surface de 11 000 mètres carrés, et présente une capacité de 500 passagers par heure. Il dispose de deux points de stationnements pour avions de type 4D ainsi que de six points de stationnement pour appareils de courte portée (les ATR de la compagnie TACV, par exemple).

## Statistiques
Pour des raisons techniques, il est temporairement impossible d'afficher le graphique qui aurait dû être présenté ici.

Voir la requête brute et les sources sur Wikidata.